# 萊真斐
萊真斐（1973/74年—），加拿大政治人物，2013年-24年間以卑詩新民主黨黨員身份擔任卑詩省議會北海岸選區議員，2011年-13年間則任魯珀特王子港市議員。

## 生平
萊真斐於安大略省渥太華土生土長，曾供職於長期護理院並任潛水和皮艇導師。她於2003年遷居卑詩省魯珀特王子港，在該市的西北社區學院修讀應用沿岸生態學課程，並協助開辦世界自然基金會的魯珀特王子港辦公室。她曾任非牟利機構「野生三文魚之友」主席，2009年起則供職於T·巴克·鈴木環境基金會，期間她曾高調反對北方門戶管道項目。她於2011年當選魯珀特王子港市議員，任內與其他市議員一致表決反對北方門戶項目。
卑詩新民主黨在任北海岸選區省議員管仕於2012年9月宣布不會在翌年省選競逐連任，萊真斐遂決意爭取該區的新民主黨候選人提名。她於2013年1月贏取提名選舉，再於同年5月省選中當選北海岸選區省議員，同年6月辭去市議員職務。她在該屆省議會中出任在野新民主黨的郊區及北部衛生評議員，和兒童及家庭發展副評議員。
魯珀特王子港和基蒂馬特學校被揭發飲用水含鉛量偏高後，萊真斐於2016年4月在省議會引入M-215號私人草案，規定省內學校定期測試飲用水。議案並未通過首讀，但執政自由黨政府設立架構提醒各校區進行年度飲用水含鉛量測檢，並向教育廳匯報結果。
2017年省選她以過半數得票連任省議員。新民主黨在綠黨供給信任下籌組少數政府，萊真斐則於同年7月獲省長賀謹委派出任緊急應變議會秘書，支援公共安全及法務廳長范和富。她於2020年省選再度連任，並保留緊急應變議會秘書職務，2023年1月則獲省長尹大衛調任鄉村衛生議會秘書。她於2024年5月宣布不會競逐同年省選，省議員任期屆滿時卸任。
她與妻子威爾默特（Andrea Wilmot）育有兩名子女。